# Peter Knapp
 (août 2010).
Si vous disposez d'ouvrages ou d'articles de référence ou si vous connaissez des sites web de qualité traitant du thème abordé ici, merci de compléter l'article en donnant les références utiles à sa vérifiabilité et en les liant à la section « Notes et références ».
Pour les articles homonymes, voir Knapp.
Peter Knapp, né le 5 juin 1931 à Bäretswil, est un photographe, graphiste, peintre, cinéaste et vidéaste suisse alémanique.

## Biographie
Peter Knapp est né d'un père boulanger puis technicien et d'une mère chanteuse d'opérette amateur[réf. nécessaire].
Il fait ses études primaires et secondaires à Zurich de 1937 à 1947. Ses premières photographies datent de 1945. 
De 1947 à 1951, il étudie à la Kunstgewerbeschule de Zurich et peint de 1948 à 1950 avec Otto Bachmann (en). 
En 1952, il s'installe à Paris où il réalise des peintures. Cette même année, il rentre aux Beaux-Arts de Paris. Ensuite, il est graphiste dans l'atelier de Paul Marquet (en), directeur artistique du Nouveau Fémina et des Galeries Lafayette. Il travaille avec Jean Widmer, Pierre Pothier et Slavik. En 1954, Slavik quitte le grand magasin pour Publicis pour s'y occuper du nouveau bureau de design. Aidé par Peter Knapp, il réalise la décoration, novatrice pour l'époque, du drugstore des Champs-Élysées. 
En 1956, il réalise avec Slavik les pavillons du tabac, des banques et des assurances pour l'Exposition universelle de Bruxelles.
Par la suite, il s'installe à New York, où il continue de peindre.

### Elle
En 1959, remarqué par Hélène Lazareff, il entre au magazine Elle en tant que directeur artistique. Il occupe ce poste jusqu'en 1966 et se bâtit une réputation internationale pour ses photographies de mode et ses mises en page, laissant une large liberté à ses collaborateurs sur l'usage de la page hors des références habituelles pour l'époque. Par le renouvellement des codes établis, dans un contexte où la mode se démocratise, il influence les maquettes des autres magazines de mode. Il fait travailler les plus grands photographes, tels Robert Frank, et sera à l'origine de la carrière parisienne de Paolo Roversi au début des années 1970. 
En 1960, il part à New York où il fait la connaissance de Robert Rauschenberg et Barnett Newman qui l’encouragent à peindre en grand format. Pendant toute cette décennie, Peter Knapp effectue des voyages en Asie : Chine, Japon, Thaïlande, Birmanie, Hong-Kong, Afghanistan et fait des reportages dans le monde entier. En 1966, il met en image à la télévision, pour Daisy de Galard, ancienne journaliste à Elle, l'émission Dim, Dam, Dom.
De 1974 à 1978, il revient à la tête du magazine Elle[réf. nécessaire]. 
Après le magazine Elle, Peter Knapp travaille pour de nombreux magazines et revues, parmi lesquels Stern, Sunday Times, Vogue, Fortune, Histoire, La Recherche.
Peter Knapp aura plusieurs studios à Paris : passage Choiseul, studio Moulin-Rouge, rue de Bruxelles. Il fait des allers-retours réguliers entre Paris et la Suisse, où il vit à Klosters. 
Peter Knapp exerce aussi une activité dans l'enseignement. Il a notamment été professeur à l'ESAG (anciennement Académie Julian) de 1983 à 1994.

## Séries photographiques et peintures principales
- 1964, les Emblèmes suisses
- 1966, illustration du Calendrier Pirelli
- 1967,
  - collection Emanuel Ungaro en photo filmées
  - photographe du couturier André Courrèges
- 1969, décomposés-recomposés, sur des paysages à Marrakech
- 1974, travaux dans le domaine du Sky-Art
- 1975, série de ciels Il fait beau
- 1986, Mode aux Rencontres Internationales de la Photographie à Arles.
- 1989, Crépuscule pour le Centre culturel suisse à Paris

## Collections
Peter Knapp est présent dans des collections :
- Centre de la Photographie, Genève
- Collection L'Huillier, Genève
- Fondation pour la photographie suisse, Zurich
- Fonds des arts plastiques, Lausanne
- Musée Nicéphore-Niépce, Chalon-sur-Saône

## Expositions personnelles
| - 1958, Galerie Saint-Germain, Paris, peinture - 1959, Galerie Palette, Zurich, peinture - 1960, Galerie Saint-Germain, Paris, peinture - 1961, Galerie Palette, Zurich, peinture - 1965, Galerie Europe, Paris - 1974, Galerie 15, Bâle, Totems de l'image seconde - 1975 - Galerie Denise René, Paris, Il fait beau - Canon Photo Gallery, Genève, Le regard en révolution de 0° à 360° - 1976, Arte Bologne - 1977 - Artcurial, Paris, Texte bleu - Galerie Gad Borel, Genève - Galerie P.P.S, Hambourg, SR 701 Paris-Zurich - 1978 - Centre Culturel, Zagreb - R.I.P., Arles - 1979, Art79, Bâle - 1981 - Espace Canon, paris, Ciel ! La mer - Galerie Archives T.D., Zagreb, Déjà 10 ans aux ciels - 1982, Galerie Palette, Zurich, 1949-1982 - 1984 - Galerie Portefolio, Lausanne, 300 images N/N 1960-1980, Les Ciels - Galerie Denise René, Paris, Aéroglyphes - 1986 - Atelier des Forges, Arles, Paris-Zurich : 17 Photographies en plein Vol - Paris Art Center, Paris Espace et Images - 1987 - Musée des Beaux-Arts, Dole, France, Sky-Art - Salon de Montrouge, France - Museum de Bochum, Allemagne Photos de command et autres - 1988 - Centre de la photographie, Genève Ex-Corpus - photokina, Cologne, Flag-Fille - Centre culturel suisse, Paris Aéro-Flag - Galerie Littmann, Bâle | - 1989 - Centre culturel suisse, Paris Souvenirs, Crépuscules - FRAC, Franche-Comté, Musée Belfort, 7 situations d'art - 1990 - Art Expo, Tōkyō le grand maquillage - Galerie Métamorphoses, Paris, Windstoss - Paris Art Center, Paris, Ex-Photos - Galeria Juan Guaita, Madrid - MIT, Center for Advanced Visual Studies, Boston, Art Transition - 1991 - Galerie Europa, Genève - Galleria Moronte 6, Milan, Hommes de Bayonne - Magasins Jelmoli, Zurich, Comme des oiseaux - Galeria Juan Guaita, Palma de Majorque, Anges et démons - Centre de la photographie/Galerie Ruine, Genève, Paris, 24e canton - Porte de la Suisse, Paris - Centre d'art contemporain, Besançon - Institut culturel italien, Lyon - 1992 - Château Malescot Saint-Exupéry, Margaux, Ceps de vigne - Musée, Brive-la-Gaillarde - Galerie Littmann, Bâle, 35 maculations sur Alberto Giacometti - 1993-1996 - Photos d'elles. Temps de pose : 1950-1990 : - Michèle Auer, Centre de la photographie et Halels de l'Ile, Genève - EPA Maison Gérard Philippe, Cergy-Pontoise - Musée des tissus, Lyon - Synkiria 96, Thessaloniki Design Museum, Grèce - 2007 - Transphotographiques, Lille - 2008 - FIAF Gallery, New York - Maison européenne de la photographie, Paris - Transfotografia, Gdansk - 2014 - Galerie Artpassions - dès le 16 mai 2014 |

- 2018
  - Les Docks - La Cité de la mode et du design, Paris

### Expositions collectives
Depuis sa première exposition en 1957 Peintres et sculpteurs suisses de Paris à la galerie Palette à Zurich, Peter Knapp a participé à plusieurs dizaines d'expositions collectives, dans le monde entier. Il a exposé dans les lieux les plus prestigieux tels en France le Centre Pompidou ou la Fondation Cartier.

### Expositions depuis 2000
- 2000, Le siècle du corps, photographies 1900-2000,
  - Culturgest, Lisbonne, Portugal
  - Musée de l'Élysée, Lausanne
- 2000, Mutation Mode 1960-2000, Musée Galliera, Paris
- 2001,
  - Les années POP, Centre Pompidou, Paris
  - Look at me, Milton Keynes Gallery, Milton Keynes, Royaume-Uni
- 2003, Strassenbilder, Littman production, Bâle.
- 2004,
  - Collection, M+M Auer, une histoire de la photographie, Théâtre de la photographie et de l'Image, Nice
  - Bling Bling, Tissus de rêve de Saint-Gall, Landesmuseum, Zurich
- 2005, Photo Suisse, Il rapporto fra le immagini srg ssr Pro Helvetia, Institut suisse, Rome
- 2006, Un siècle de couleurs et de photographies, Musée Nicéphore-Niépce, Chalon-sur-Saône
- 2007,
  - Festival Transphotographiques, le Tri Postal, Lille
  - Galerie Tuckman
- 2008, La Mode 60, Galerie du Colisée, Lille
- 2024, Musée de la photographie à Charleroi

## Publications
- Michel Jourdheuil et Peter Knapp, La maison Knapp, Biarritz, Editions Atlantica, 2008, 120 p., poche (ISBN 978-2-7588-0186-3)
- Peter Knapp, MaculageAlberto Giacometti, Editions Atlantica, 2009, 80 p. (ISBN 978-2-7588-0248-8)
- Peter Knapp, Gométries, Editions Atlantica, 2010, 80 p. (ISBN 978-2-7588-0323-2)
- Peter Knapp et Manuela Papino, Peter Knapp, Flamenco, Photographies, Biarritz, Éditions Atlantica, 2011, 96 p. (ISBN 978-2-84049-646-5)
- Peter Knapp, Images réfléchies, texte d'Antoine Kieffer, 1997, éditions Ides et Calendes
- Peter Knapp et Gabriel Bauret (texte), Peter Knapp, Paris, Chêne, 2008, 318 p. (ISBN 978-2-84277-784-5)
- Le flamenco, Peter et moi, texte de Manuela Papino, 2011, éditions Atlantica,  (ISBN 978-2-8404-9648-9)

## Prix, médailles et récompenses
- 1965, 1978, Deux médailles à la photokina de Cologne
- 1966-1986, 17 médailles du Arts Director Club International
- 2021 : Grand Prix suisse de design • Catégorie photographie